# 正真寺 (江戸川区)
正真寺（しょうしんじ）は、東京都江戸川区にある真言宗豊山派の寺院。

## 概要
戦国時代末期、暁覚法印（慶長6年（1601年）寂）によって開山された。国府台合戦の戦場だったこの地に、世の平和を願うために創建したという。
現在の本堂は昭和43年（1968年）10月に新築されたものである。
境内には、「隆純地蔵尊」と呼ばれる地蔵菩薩像がある。「隆純」とは、大正大学教授で巣鴨拘置所の教誨師を務めた田嶋隆純（真言宗豊山派大僧正）のことで、彼の徳を慕う人々が建てたものである。当寺に建てられたのは、当寺の住職だったことによる。

## 文化財
- 小岩田のばんどう道庚申塔石造道標 - 江戸川区登録有形文化財・歴史資料、昭和58年（1983年）3月15日告示[4]。
- 真田周作筆子塚 - 江戸川区登録有形文化財・歴史資料、昭和62年（1987年）2月25日告示[5]。

## 交通アクセス
- 京成小岩駅より徒歩13分。